# Matões do Norte
Matões do Norte är en kommun i Brasilien.   Den ligger i delstaten Maranhão, i den nordöstra delen av landet, 1 400 km norr om huvudstaden Brasília. Antalet invånare är 13 796.
Omgivningarna runt Matões do Norte är huvudsakligen savann. Runt Matões do Norte är det ganska glesbefolkat, med 26 invånare per kvadratkilometer.